# پی-کلروکرزول
پی-کلروکرزول (به انگلیسی: P-Chlorocresol) یک ترکیب شیمیایی با شناسه پاب‌کم ۱۷۳۲ است. 